# Polyrhachis ignota
Polyrhachis ignota is een mierensoort uit de onderfamilie van de schubmieren (Formicinae). De wetenschappelijke naam van de soort is voor het eerst geldig gepubliceerd in 1987 door Kohout.